# Колос (футбольный клуб, Акимовка)
Колос — советский футбольный клуб из Акимовки. Основан в 1962 году.

## Достижения
- Во второй лиге СССР — 6 место (в зональном турнире РСФСР класса «Б» 1969 год).
- В Кубке СССР — 1/2 финала (в зональном турнире Кубка СССР 1967/1968 год).

## Известные тренеры
- Сучков, Анатолий Андреевич